# Mennica w Drezdenku
Mennica w Drezdenku – mennica pruskiego lennika Rzeczypospolitej Jana Zygmunta, w której bito:
- półtoraki (1612–1615)
- talary (1612, bez daty) sygnowane inicjałami HL zarządcy Henryka Lafferta.